# Aristophil
Aristophil est une société française dont l'objet était la collecte, la possession et la revente de documents précieux du patrimoine écrit (manuscrits, lettres autographes…). Elle se finançait par la vente au public de parts indivises, présentées comme un placement financier avantageux. Fondée en 1990 par Gérard Lhéritier, elle s'est surtout développée dans les années 2000, en relation avec d'autres sociétés et marques comme le Musée des lettres et manuscrits ou le magazine Plume. Aristophil était basée à Paris et à Villeneuve-Loubet.
À la suite de soupçons d'escroquerie en bande organisée et des actions judiciaires qui en découlent, Gérard Lhéritier et sa fille sont mis en examen et Aristophil est mise en liquidation en mars 2015. La liquidation de la société publiée le 1er septembre 2015, s'est soldée par un passif de 1,2 milliard d'euros au détriment des quelque 18 000 épargnants,.
Une tout autre lecture des faits a été proposée par une journaliste d’investigation en 2019, s’appuyant notamment sur l’inexistence contractuelle de versements d’intérêts ou plus-values contractuelles.

## Principe de fonctionnement des placements
Aristophil achète des manuscrits, lettres autographes, individuellement ou par lots, et autres documents — en vente aux enchères ou directement de gré à gré chez des marchands. Elle crée alors des lots, de manière virtuelle. À ces lots est donnée une valeur — non en fonction de l'évaluation de la vente aux enchères ni même du résultat de cette dernière, mais en fonction d'une nouvelle évaluation, proposée par un expert spécifiquement interrogé par Aristophil.
Les échanges écrits entre Albert Einstein et Michele Besso sont ainsi achetés 560 000 euros chez Christie's, à New York, en 2002. Le lot est estimé par Aristophil 12 millions d'euros (un premier projet l'estimait à 24 millions et des intérêts de 40 % en cinq ans étaient promis, c'est-à-dire l'espoir d'une multiplication par 65 du prix de vente en quelques années).
Des parts dans ces lots sont alors proposées par des courtiers — souvent rattachés à la société Finestim, qui a cessé ses activités après les perquisitions de la police en novembre 2014 — généralement pour cinq ans. Selon Vincent Noce, on leur fait miroiter un revenu de 8 % par an. La société attire ainsi à elle environ 18 000 clients. Elle répond qu'elle ne promet en réalité rien : les contrats suggèrent que les parts en indivision pourront certes être rachetées par Aristophil avec une forte valorisation (4 % par an pour une durée d’engagement de 3 ans à 8,30 % par an pour une durée de 7 ans) mais, en réalité, elle se réserve la possibilité de racheter, sans promettre qu'elle le fera. Il n'y a donc contractuellement ni promesse d’intérêts ni garantie de rachat : l’acquisition des parts est un acte de disposition, pas un placement financier.

## Historique

### Les premières années
La société Aristophil est créée à Nice en 1990, sous forme de SARL. Sa principale activité consiste à acheter et vendre des lettres et manuscrits. En 2000, elle s’installe à Villeneuve-Loubet dans des nouveaux locaux, avec une équipe de trois personnes. L’activité est encore confidentielle (moins de 200 collectionneurs). La société commence à fabriquer des produits dérivés (boules de Moulins, autographies…) et à préparer sa première exposition de lettres et manuscrits.
Après trois années de préparation, Aristophil organise en 2003 ses premières expositions « Histoire de Lettres et Lettres d’Histoire » à Cagnes-sur-Mer et à Hyères. Aristophil devient une société par actions simplifiée (SAS) et s’installe dans de nouveaux locaux à Paris.

### Création d'institutions culturelles autour de l'entreprise
En 2004, la société crée le Musée des lettres et manuscrits, rue de Nesle, dans le 6e arrondissement de Paris. Une collection de 500 pièces y est exposée. En 2005, Aristophil ouvre sa filiale en Belgique, Artesoris, et, en 2006, rachète le magazine Plume, spécialisé dans le patrimoine écrit et le rebaptise Plume-Mag.
En 2010, le Musée des lettres et manuscrits et le siège de la société s’installent au 222 boulevard Saint-Germain, dans des locaux plus vastes. En 2011, Aristophil ouvre le Musée des lettres et manuscrits à Bruxelles,.
Le musée permet à l'entreprise d'acquérir une légitimité culturelle, qu'elle accroît encore par des publications, en collaboration avec Gallimard, dont le siège jouxte celui d'Aristophil, et par des « Rencontres internationales des lettres et manuscrits », auxquelles participent gens du spectacle, de la politique ou des médias, comme Jean Lacouture, Richard Berry, Jean-Louis Debré, Christophe Bourseiller, Franz-Olivier Giesbert, Alain Finkielkraut, David Foenkinos, Frédéric Taddeï, Charles Berling… ou Patrick Poivre d'Arvor, qui participe même directement à la mise en valeur des placements financiers,,.
Enfin, Aristophil a une politique active de mécénat en faveur d'institutions patrimoniales publiques — gagnant là encore en légitimité culturelle. 2,5 millions d'euros sont offerts à la Bibliothèque nationale de France pour l'achat d'un manuscrit enluminé médiéval, la Vie de sainte Catherine d’Alexandrie. Christian Estrosi, maire de Nice, reçoit des mains de Gérard Lhéritier un discours du général de Gaulle prononcé dans la ville.

### Premières critiques
Dès l'automne 2009, le chartiste et conservateur Rémi Mathis, professionnel du patrimoine, décrit sur son blog le mode de fonctionnement d'Aristophil, du musée des Manuscrits, de Plume, etc. Il s'étonne du mélange des genres entre activité financière, mise en valeur du patrimoine, fêtes mondaines, soulignant l'obscurité entretenue par les acteurs autour de ces relations. Aristophil le menace alors de porter plainte pour diffamation, le conduisant à retirer le billet.
Les professionnels des institutions publiques (archives…) critiquent en privé ce qu'ils considèrent comme la constitution artificielle d'une bulle, qui les empêche d'acquérir des lots pour les collections publiques. D'autres archives, qui n'étaient que déposées dans des institutions, sont récupérées par les héritiers pour les vendre à Aristophil — comme les archives de Romain Gary, qui quittent alors l'IMEC où elles avaient été triées et référencées. Une partie des experts critiquent également les activités d'Aristophil, et craignent surtout qu'un éventuel scandale jette une ombre sur le marché de l'autographe en général. C'est le cas, selon Vincent Noce, du galeriste Frédéric Castaing — aux ventes de qui Aristophil s'abstient d'enchérir, ce qui donne des résultats désastreux par rapport aux autres ventes : le Syndicat de la librairie ancienne demande à ses membres de « s’abstenir de prêter la main à des opérations purement spéculatives, qui sapent la confiance en notre métier ».
L'UFC Que Choisir met à son tour en garde ses lecteurs en mars 2011. En février 2013, le journaliste Vincent Noce parvient à décortiquer le système en révélant les éléments comptables de la société portant sur 54 pages de formules sur l'orbite de Mercure échangées entre Albert Einstein et son confrère Michele Besso. Acquises fin 2002 pour 560 000 €, elles furent revendues par Aristophil pour 12 millions d'euros à 400 copropriétaires. En 2011, Aristophil essaya de les revendre, par parts de 4 000 €, pour un total de 24 millions d'euros en Suisse, en proposant aux épargnants de les leur racheter avec 40 % d'intérêts cinq ans plus tard - soit une valeur estimée de 35 millions d'euros, un prix qu'aucun manuscrit n'a déjà atteint. Selon un spécialiste du document scientifique, les papiers d'Einstein, « peu intéressants scientifiquement », ne dépassent jamais quelques centaines de milliers d'euros. Le projet ne put être mené à bien, en raison des règles strictes imposées par la loi suisse, et cet échec sonna le début de la chute de la compagnie.
La société perd également un procès. En novembre 2011, les Archives nationales ont revendiqué une collection de 313 messages de Charles de Gaulle écrits de 1940 à 1942 depuis Londres et adressés à ses compagnons de la France Libre, mais également à Churchill ou Staline. Ces messages étaient restés jusqu’alors dans la famille de la responsable de son pool de dactylos, Marie-Thérèse Desseignet. En novembre 2013, la justice en confirme la nature d'archives publiques, constatant l'illégitimité de détention par Aristophil de ces documents.
En 2011, l'exposition consacrée à ces feuilles du général de Gaulle devait être inaugurée par le premier ministre d'alors, François Fillon, qui se décommande peu avant. Deux ministres, Frédéric Lefebvre et Michèle Alliot-Marie, sont tout de même présents au vernissage.

### Vers la chute
En novembre 2012, une enquête est ouverte en Belgique, mais, fait très rare, le magistrat est révoqué le 10 janvier suivant.
En décembre 2012, l'Autorité des marchés financiers, qui avait déjà émis deux alertes concernant Aristophil, met en garde le public envers « les placements atypiques proposés aux épargnants dans des secteurs aussi divers que les lettres et manuscrits, les œuvres d’art, les panneaux solaires, les timbres, le vin, les diamants et autres secteurs de niche », soulignant que ces « intermédiations sur des biens » ressemblent à des placements financiers, mais n'en offrent pas les garanties.

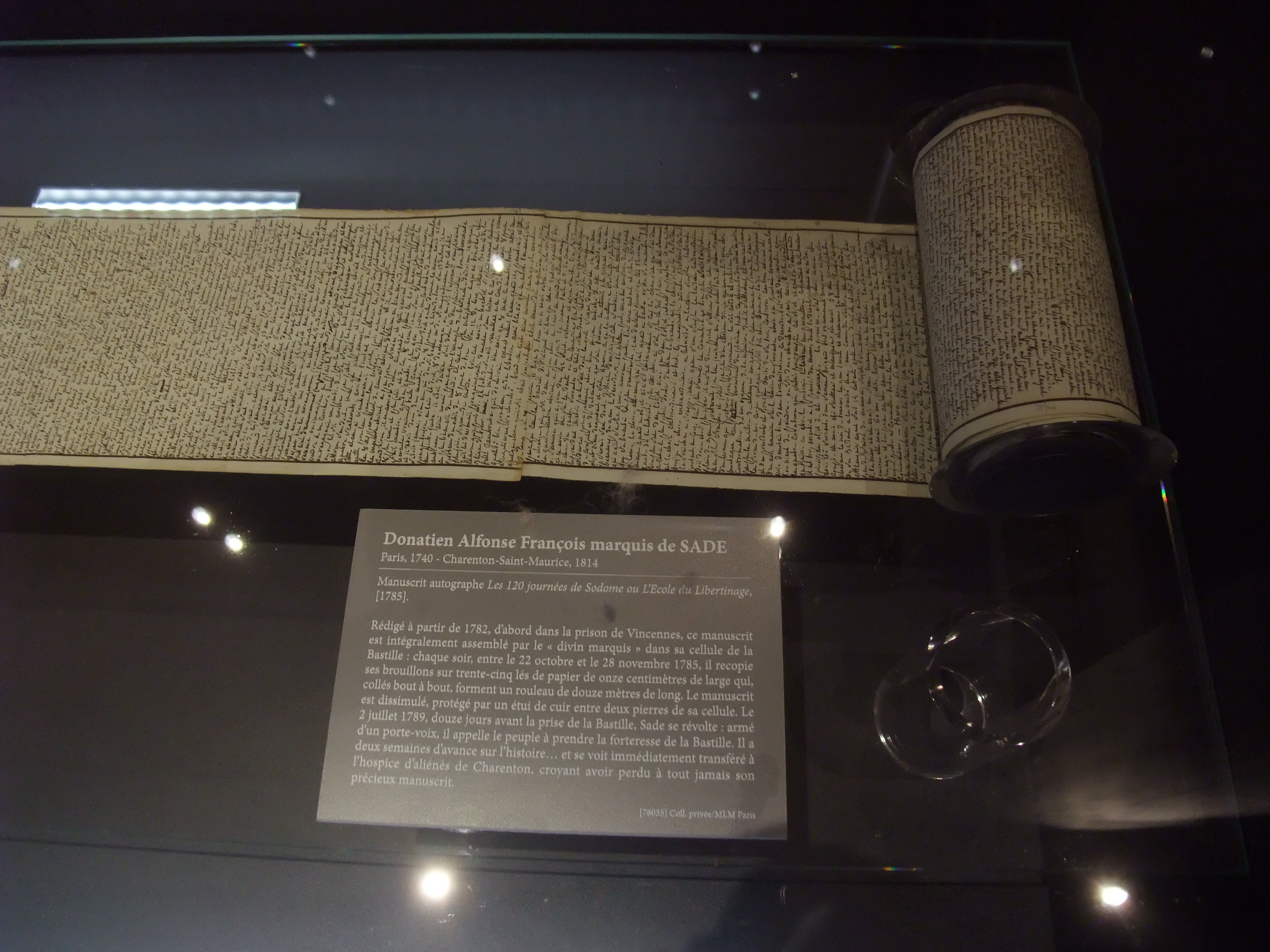
Le manuscrit des Cent vingt journées de Sodome de Sade, exposé en 2014 au musée des Lettres et Manuscrits.

Au printemps 2014, une enquête préliminaire, révélée par Charlie Hebdo est ouverte pour escroquerie en bande organisée et blanchiment,. Les comptes bancaires de la société et ses dirigeants, dans tous les pays d'Europe, sont saisis, entraînant la fermeture de leur activité, les collections d'Aristophil sont mises sous scellés ; une ordonnance du juge des libertés a évalué le préjudice à 700 millions d'euros. L'enquête porte notamment sur la nébuleuse de sociétés immatriculées en Grande-Bretagne, en Autriche, en Belgique, au Luxembourg et en Suisse, afin de comprendre leur utilité dans le fonctionnement d'Aristophil. Le libraire Jean-Claude Vrain, un des principaux fournisseurs d'Aristophil, et également expert proposant des évaluations, est également perquisitionné et mis en examen pour complicité. Le musée bruxellois ferme définitivement ses portes en décembre 2014.
Le système, où les clients qui revendent leurs parts se voient attribuer de confortables plus-values grâce à l'arrivée de nouveaux clients — eux-mêmes attirés par ces plus-values — amène de nombreux journalistes à comparer Gérard Lhéritier à Bernard Madoff,,, le juge chargé de l'enquête parlant lui aussi de pyramide de Ponzi. Une partie du système, et en tout cas du train de vie de l'entreprise et de son fondateur, viennent également d'un gain exceptionnel à Euromillions : Gérard Lhéritier en étant le plus gros gagnant français avec 169 millions d'euros en novembre 2012.
Aristophil répond alors que « tous [ses] produits ont régulièrement été soumis à l'AMF et ils ont toujours obtenu son feu vert », ce qui occasionne un communiqué de l'Autorité des marchés financiers, qui s'inscrit en faux, ce type de placement n'entrant pas dans ses compétences, mais rappelle qu'elle a à plusieurs reprises recommandé la plus grande méfiance vis-à-vis des placements atypiques, citant précisément les lettres et manuscrits.
Parallèlement, des groupes de soutiens à Aristophil apparaissent sur Twitter et Facebook, mais Le Blog du bibliophile démontre rapidement qu'il s'agit de fake, comptes automatiques achetés par lot.
Selon les enquêteurs, la situation est compliquée sur un plan comptable et juridique car les clients ne recevaient pas toujours un titre de propriété valide ; certains manuscrits ont été inclus dans plusieurs indivisions (donc vendus plusieurs fois) ; les évaluations varient d'un document à l'autre…

### Administration et liquidation judiciaires; procès en Belgique
Un administrateur judiciaire, Gérard Philippot, est désigné le 13 février 2015. La société est placée en redressement judiciaire le 16 février. Mais le remboursement des épargnants semble peu probable, ou prendra en tout cas beaucoup de temps, et la propriété des 135 000 documents pourrait donner lieu à des actions judiciaires. Le tribunal désigne Christian Galantaris et Jérôme Cortade comme experts pour évaluer les collections. La mise en liquidation d’Aristophil est publiée dans le Bulletin officiel des annonces civiles et commerciales (Bodacc) du 10 mars 2015.
Fin novembre 2015, Patrick Poivre d'Arvor, ancien parrain du musée d'Aristophil, qui a reconnu avoir perçu des manuscrits et une somme de 400 000 € de Gérard Lhéritier, présentée comme un prêt personnel, est placé en garde à vue et interrogé dans le cadre de cette affaire d'escroquerie en bande organisée, mais ressort libre et sans mise en examen.
En mai 2016, les offres de reprise de la compagnie sont rejetées. En juin 2016, l'administratrice judiciaire des indivisions, Me Monique Legrand, passant outre aux mises en garde du parquet, crée la polémique en signant un contrat avec la SA Patrimoine Écrit, soutenue par la famille Lhéritier et d'anciens courtiers : elle lui confie la garde, la gestion, la valorisation et la préparation des ventes judiciaires des 55 collections placées en indivision. Gérard Lhéritier y voit la preuve que les accusations à son encontre ne tiennent pas.
Le 23 juin 2016, les milliers de manuscrits appartenant à la société sont encore en cours d’inventaire.
Le 5 octobre 2016, le tribunal de commerce confie à la maison de ventes Aguttes la mission d’inventorier, conserver et restituer les œuvres en provenance d’Aristophil. 
En mars 2017, le notaire d'Aristophil, Jérôme Gautry, est mis en examen pour complicité de pratiques commerciales frauduleuses.
Le 16 mars 2017, le tribunal de grande instance de Paris rend une décision qui rend possibles les ventes des manuscrits en permettant de les sortir du régime de l'indivision sans avoir à recueillir l’accord de tous les indivisionnaires. Il charge la maison de ventes Aguttes de coordonner les ventes des collections indivisions. La vente inaugurale a effectivement eu lieu le 20 décembre 2017 à Drouot, après le retrait de lots importants classés trésors nationaux, à savoir : le rouleau manuscrit des 120 journées de Sodome du marquis de Sade et les premier et deuxième Manifeste(s) du surréalisme d’André Breton. Le manuscrit d’Ursule Mirouët d’Honoré de Balzac a été adjugé 1,17 million d’euros (frais de vente compris). Étaient également mis en vente un manuscrit enluminé de l’Histoire d’Alexandre par Quinte-Curce et divers objets concernant Napoléon. D'autres ventes sont prévues et devraient s'étaler sur plusieurs années.
Les dirigeants d'Aristophil Belgique font l'objet, en juillet 2022, d'un renvoi en correctionnelle par le parquet général belge,. En France, Gérard Lhéritier a assigné l'Etat pour « déni de justice » en juin 2022. Le procès, très attendu par les 18 000 victimes, devrait se tenir à la fin de l'année 2025,.

### Artecosa-Signatures
Qualifiée de « petite cousine d'Aristophil » et fondée par d'anciens salariés d'Aristophil en 2008, la société Artecosa-Signatures proposait également des placements financiers adossés à des lettres, manuscrits et photographies, avec des rendements promis supérieurs à 6,25 % l'an. « C’est le même système qu’Aristophil, mais en plus intelligent et retors » selon Guy Grandgirardle, président de l’Association de défense des consommateurs de Lorraine. Mise en liquidation judiciaire en janvier 2018, la société est sanctionnée en novembre 2018 par l'Autorité des marchés financiers (AMF). Elle semble laisser plusieurs milliers de victimes.
Ses dirigeants sont condamnés le 24 juin 2022 à des peines de prison avec sursis, une interdiction définitive de gérer et à des dommages et intérêts pour « pratiques ou complicité de pratiques commerciales trompeuses » par le tribunal correctionnel de Paris. 